# Площадь Шатле
Площадь Шатле́  (фр. Place du Châtelet) — площадь в Париже. Находится на границе 1-го и 4-го округов, важный транспортный узел французской столицы.

## Этимология названия

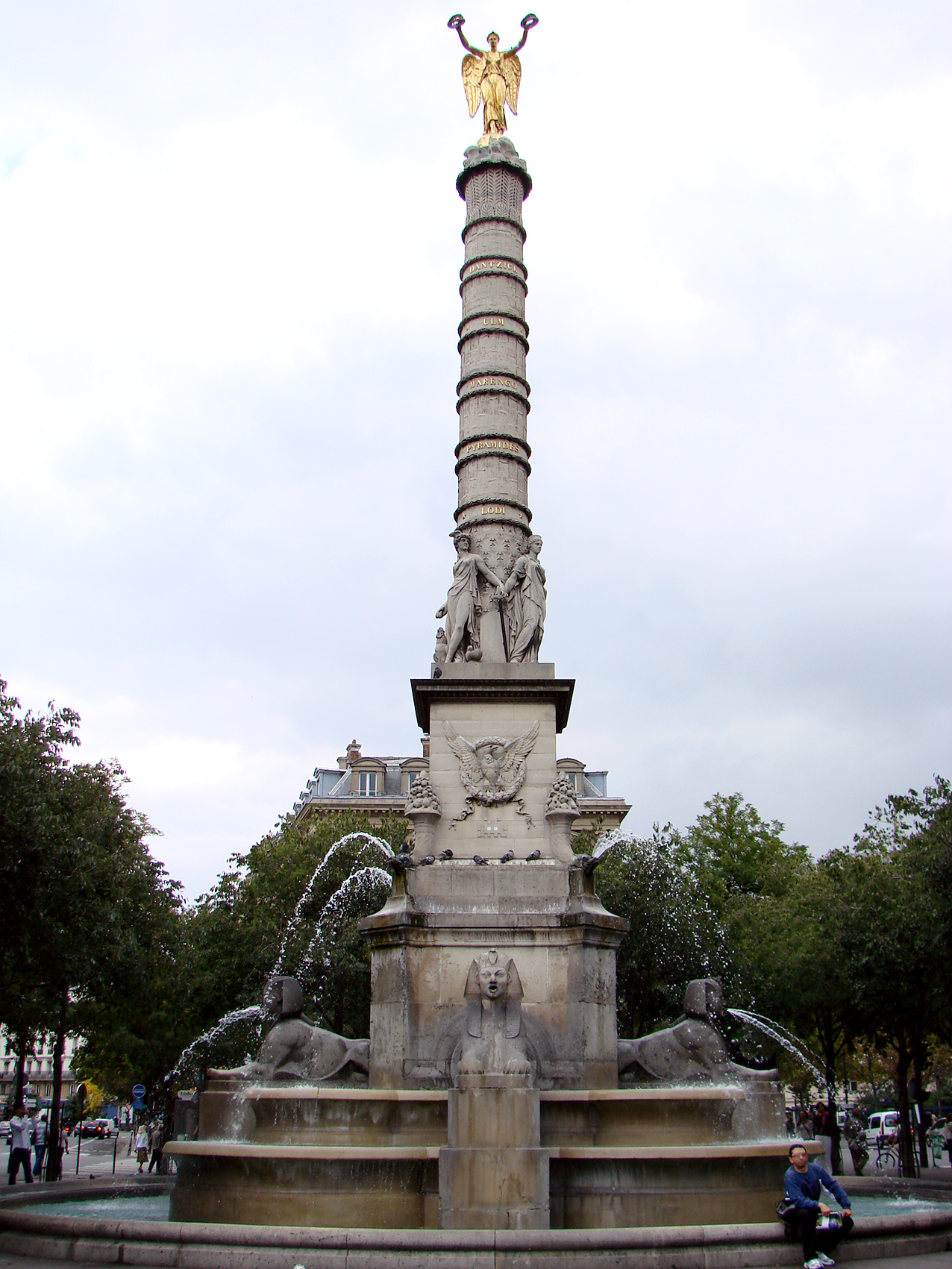
Пальмовый фонтан на площади Шатле

Шатле — название замков во Франции (Châtelet, от Castellum): так назывались в Средние века укреплённые рыцарские замки, позже — здания, где королевские судьи чинили суд и содержались преступники. В Париже было два старых замка (башни), носивших это название:
- Большой Шатле — место суда,
- Малый Шатле — городская тюрьма.

Второй был снесён несколькими годами раньше первого. Под именем Шатле в Париже также существовало судебное учреждение (prévôté или vicomté de Paris), которое представляло собой первую инстанцию по гражданским и уголовным делам.

## Описание
Площадь названа по имени древнего замка Большой Шатле, построенного в 1130 году Людовиком VI около моста Менял для защиты острова Ситэ. При Филиппе II Августе Париж был обнесён крепостной стеной и замок утратил своё оборонительное значение. До революции замок служил тюрьмой, а в 1802 году был снесён. На его месте в 1806—1808 годах по проекту Франсуа-Жана Бралля (фр.), главного инженера службы водоснабжения города Парижа, был установлен фонтан в память побед, одержанных Наполеоном Бонапартом.
Фонтан Победы известен также как «Пальмовый фонтан» (Fontaine du Palmier). Построенная в 1806 году колонна украшена пальмовыми листьями, между которыми выбиты названия наполеоновских побед в Италии (Лоди, Маренго), Египте (Битва у пирамид) и Германии (Ульм, Данциг). Венчает колонну богиня Победы, творение Луи-Симона Буазо. Монумент является характерным образцом наполеоновского ампира («стиля Империи»), сочетающего в себе черты классической архитектуры императорского Рима с вошедшими в моду египетскими мотивами.
На площади Шатле напротив друг друга стоят здания двух знаменитых театров: Театр Шатле и Театр де ла Вилль. На сцене Театра Шатле в начале XX века пел Фёдор Шаляпин и выступала балетная труппа Дягилева.

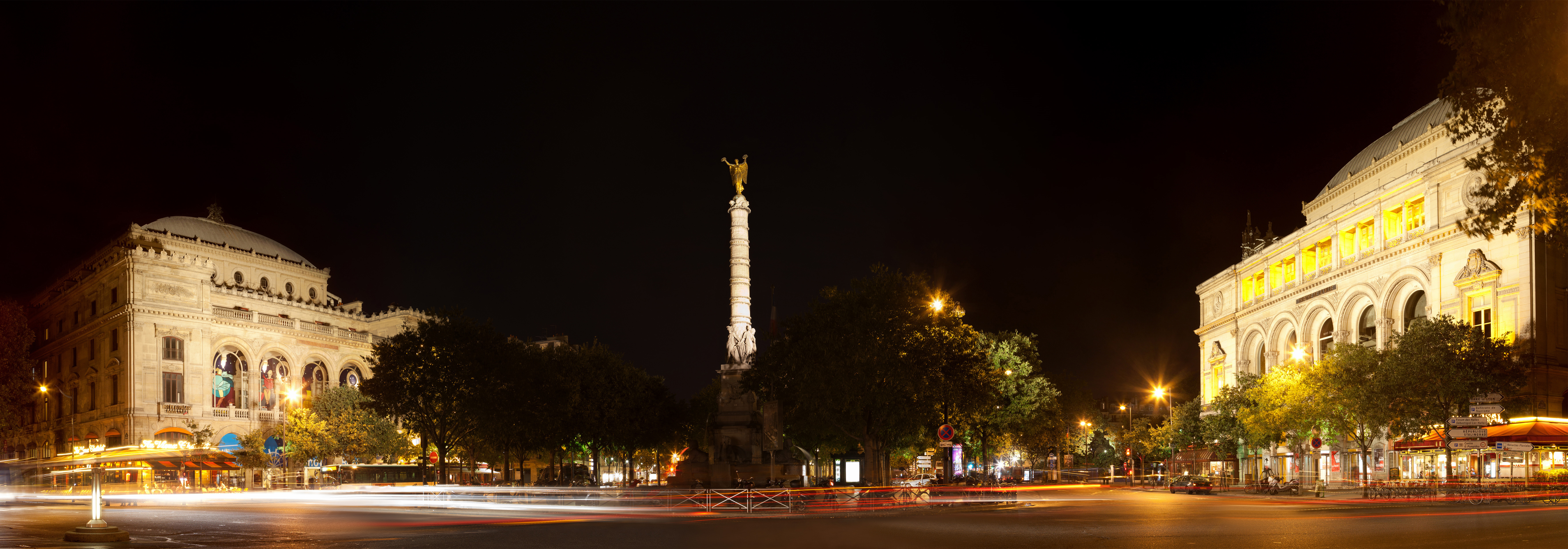
Ночная панорама площади